# Strobilanthes rufosepalus
Strobilanthes rufosepalus är en akantusväxtart som beskrevs av C. B. Cl.. Strobilanthes rufosepalus ingår i släktet Strobilanthes och familjen akantusväxter. Inga underarter finns listade i Catalogue of Life.